# Савинское (Хабаровский край)
Савинское — село на правом берегу Амура, в Ульчском районе Хабаровского края. Административный центр Савинского сельского поселения.

## Население
| 1992 | 2002 | 2010 | 2011 | 2012 | 2021 |
| ---- | ---- | ---- | ---- | ---- | ---- |
| 377  | ↗399 | ↘327 | ↘325 | ↘321 | ↘266 |